# Farnese Erzsébet spanyol királyné
Farnese Erzsébet (olaszul: Elisabetta Farnese, spanyol névváltozata alapján Izabella; Parma, Parmai Hercegség, 1692. október 25. – Aranjuez, Spanyolország, 1766. július 11.), Spanyolország királynéja 1714 szentestéjén V. Fülöp spanyol királlyal kötött házasságától 1724 januárjáig, majd újra 1724 augusztusától hitvese 1746-ban bekövetkezett haláláig. Ő volt a Spanyol Birodalom de facto uralkodója férje helyett, és közismert lett az ország államügyeire és legfőképp külpolitikájára gyakorolt jelentős befolyásáról. 
Hitvese halála után mostohafia, VI. Ferdinánd uralkodásakor kiszorult a hatalomból. Legidősebb fia, Károly spanyol királlyá válásának kezdetén az ország régense lett 1759-től 1760-ig, ám fia később már nem adott beleszólást Erzsébet számára a kormányzásba.

## Élete

### Származása
Farnese Erzsébet hercegnő 1692. október 25-én született Parmában. Édesapja a Farnese családból származó II. Odoardo herceg (1666–1693) volt, II. Ranuccio parmai herceg (1630–1694) és Este-i Izabella modenai hercegnő (1635–1666) fia, Parma és Piacenza hercegségek trónjának örököse, aki azonban még apjának, az uralkodó II. Ranuccio hercegnek életében meghalt.
Édesanyja a Wittelsbach-házból származó Dorottya Zsófia pfalz–neuburgi hercegnő (1670–1748) volt, Fülöp Vilmos pfalzi választófejedelem (1615–1690) és Elisabeth Amalia Magdalena hessen-darmstadti palotagrófnő (1635–1709) leánya.
Egyéves korában, 1693-ban Erzsébet hercegnő félárva lett, ekkor halt meg ugyanis huszonhét éves édesapja, Odoardo herceg. 1694-ben nagyapja, Ranuccio herceg halálakor a parmai és piacenzai hercegi trónt az elhunyt Odoardo öccse, Francesco Farnese herceg (1678–1727), Erzsébet hercegnő nagybátyja örökölte. Özvegy anyja, Dorottya Zsófia hercegnő 1695-ben hozzáment saját sógorához, Francesco uralkodó herceghez, de második házasságából nem születtek gyermekek.

### Házassága, gyermekei
A huszonkét éves parmai hercegnő kezét 1714-ben a Bourbon-házból származó V. Fülöp spanyol király – Lajos francia trónörökös herceg és Mária Anna Viktória bajor hercegnő legidősebb fia, XIV. Lajos unokája – kérte meg, aki nem sokkal korábban veszítette el első, fiatal feleségét, Mária Lujza Gabriella savoyai hercegnőt. A második házasság létrejöttében a király miniszterének, Alberoni bíborosnak és a király ágyasának, a francia származású Des Ursins (de los Ursinos) hercegnőnek volt különösen nagy szerepe, akit még XIV. Lajos francia király adott első udvarhölgyként a néhai Savoyai Mária Lujza királyné mellé, hogy rajta keresztül gyakoroljon befolyást unokájának, V. Fülöpnek politikájára. A házasságot képviselők útján (per procurationem) Parmában 1714. szeptember 16-án, majd Guadalajarában 1714. december 24-én kötötték meg, Erzsébet hercegnőt Izabella királyné (Isabel de Farnesio) néven koronázták Spanyolország királynéjává. A házasságból hét gyermek született:
- Károly (1716–1788), aki 1759-ben féltestvérének, VI. Ferdinánd királynak halála után III. Károly néven lépett a trónra.
- Ferenc (1717–1717), csecsemőként meghalt.
- Mária Anna Viktória (1718–1781), aki 1721–25 között XV. Lajos francia király hivatalosan eljegyzett menyasszonya volt, majd 1729-től I. József portugál király felesége lett
- Fülöp (1720–1765), aki 1748-ban I. Fülöp néven Parma hercege lett.
- Mária Terézia Rafaella (1726–1746), aki 1744-ben Lajos Ferdinánd francia trónörökös herceghez (1729–1765), XV. Lajos francia király fiához, a dauphinhez ment feleségül.
- Lajos Antal (1727–1785), Toledo érseke.
- Mária Antonietta (1739–1785), aki 1750-ben III. Viktor Amadé savoyai herceghez (1726–1796) ment feleségül, így 1773-tól szárd–piemonti királyné lett.

### Spanyolország királynéja
Erzsébet hercegnő (Izabella királyné) erőszakos, hatalomra vágyó asszony volt, döntő befolyást gyakorolt tehetetlen és ingatag férje elhatározásaira. Első intézkedéseként elűzte a királyi udvarból V. Fülöp nagy befolyással bíró ágyasát, Ursins (Ursinos, Orsini) hercegnőt, és magához ragadta a tényleges hatalmat. Ettől kezdve évtizedeken keresztül Erzsébet és tanácsosa, Alberoni bíboros a spanyol politikai élet legmeghatározóbb és legbefolyásosabb alakjai lettek.
1731. január 20-án meghalt Erzsébet hercegnő apai nagybátyja, Antonio Farnese parmai herceg. Erzsébet, mint a Parmai és Piacenzai Hercegség örökösnője keresztülvitte, hogy fiai, Károly és Fülöp megkapják az egykori itáliai spanyol birtokokat: a parmai hercegségeket, Nápolyt és Szicíliát.
V. Fülöp 1746. július 9-én meghalt, és a spanyol trónt első házasságából származó fia, VI. Ferdinánd foglalta el. Erzsébet hercegnő minden befolyását elveszítette, és egy időre kénytelen volt a háttérbe húzódni. A Palacio Real de Riofrío kastélyt rendeztette be székhelyévé, és a következő 13 évet ott töltötte, mint Spanyolország özvegy királynéja. Csak 1759-ben jutott ismét nagyobb szerephez, amikor a gyermektelen VI. Ferdinánd halálával a trónt Erzsébet hercegnő (Izabella királyné) elsőszülött fia, III. Károly foglalta el. Visszanyerte régi befolyását, és haláláig nagy szerepet játszott a spanyol politikában.
1766. július 11-én hunyt el az aranjuezi királyi palotában. A spanyol Bourbonok hagyományos temetkezőhelyén, a madridi San Lorenzo de El Escorial-i királyi kolostorban temették el, síremléke fennmaradt.